# Cafè gourmand
El cafè gourmand és un concepte culinari servit com a postres.
Consta d'un cafè (normalment un cafè sol) i un combinat de postres, tals com crème brûlée, gelat, mousse de xocolata i pastís de poma. Encara que no hi ha una composició fixa. Es creu que va començar a aparèixer als restaurants de París al voltant del 2005.